# 브루노 슐츠
브루노 슐츠(Bruno Schulz, 1892년 7월 12일 ~ 1942년 11월 19일)는 폴란드 유대인 작가, 미술가, 문학 평론가이자 미술 교사이다. 20세기 폴란드어 문학의 주요한 인물 중 하나이다. 1938년 폴란드 문학 아카데미의 금월계상을 수상했다. 《메시아》를 비롯하여 슐츠의 1940년대 초기 여러 작품은 홀로코스트 중에 소실되었다. 1942년 게슈타포에게 살해당했다. 주요 작품으로 단편집 《계피색 가게들》(Sklepy cynamonowe, 1934), 중편소설 《모래시계 요양원》(Sanatorium Pod Klepsydrą, 1937) 등이 있다.